# 少年よ、大地をいだけ! どろんこ7
『少年よ、大地をいだけ! どろんこ7』（しょうねんよ、だいちをいだけ! どろんこせぶん）は、Moo.念平による日本の漫画作品。
ちゃぐりん（家の光協会）2006年5月号から2007年4月号まで連載されていた。『全国給食めぐり ごっちゃんデス!』に続く二作目。
次回作は『忍者いただき丸』。ちなみにこの物語は実話をもとにして作ってある。

## キャラクター
日高ヒナ太
主人公。茶栗小学校に転校してきた元気な小学5年生。給食と大根おろしが大好き。
校長先生の話を安請け合いしてしまう。
村咲すみれ
児童会長である、小学5年生の眼鏡をかけた少女。
小山公彦
ぽっちゃりした体型の小学4年生。いつもお菓子を食べている。
その食欲のせいで、ヒナ太たちはピンチになる。
花田藍
おしゃれな小学3年生の少女。
おしゃれで潔癖症な性格のため、農作業を嫌っていた。
畑葉介
ゲーム命の小学2年生。
後にヒナ太たちとのかかわりで農作業の楽しさを知り、ゲームより友人を優先するようになっている。
村咲みかん
すみれの妹。小学1年生。青虫を授業で育てたため、害虫となる畑の青虫を殺せずにいた。
カイ
クールな小学6年生。コンピューターが得意で、献立のカロリー計算などを容易にこなす。
ヒナ太のことを嫌っていたが、ヒナ太たちとのかかわりで打ち解けあうようになる。
南校長先生
道に迷っていたヒナ太を助けた女性。
翌日、11月の3日間、自分たちで給食を作るように児童全員に言いわたす。
担任の先生
眼鏡をかけた先生。
ヒナ太の自己紹介を聞いて深い印象を持ち、くじけていたヒナ太にその時の考えを伝え、やる気を出させた。
サザン
黒いかかしの怪人。
一見ヒナ太たちの邪魔をしているように見えるが、実際は手助けをしている。

## ストーリー
第1話 給食センターからの手紙
茶栗小学校に転校してきたヒナ太。すぐに仲間と打ち解ける。すると給食の時間、校長先生から、自分たちの給食は自分たちで作れという命令が下される。
第2話 給食を作ろう大作戦!
自分たちの給食は自分たちで作れという命令が降りてから、生徒たちは一部を除いてあわただしくなっていた。翌日、ヒナ太は大変なことに気がつく。
第3話 サザンがくる!
突如ヒナ太の前に現れた謎の人物サザン。そのサザンは、ヒナ太たちが作った計画表を引き裂いてしまった。改めて計画を練り直す6人だった・・・。
第4話 みかんのキモチ
ある日すみれの机に置いてあったカロリー計算表。皆がそれに気をつられている頃、ヒナ太は畑のキャベツにたくさんの青虫がついているのを発見する。
第5話 畑は休まない
夏休みに突入。しかし、学校に来なければ育てている野菜も枯れてしまう。そこで当番表を作るヒナ太。しかし、藍と公彦の週では、畑はカラカラに乾いていた。
第6話 やさい!野菜!!ヤサイ!!!
収穫できた夏野菜。それを藍の父親に手伝ってもらって干し野菜にする。しかし、すべて干し野菜というわけにはいかない。しかも秋野菜の収穫がまだだった。
第7話 肉を手に入れろ!
肉の事を完全に忘れていたヒナ太。しかし前回の野菜の売り上げでは肉は買えない。さまざまな方法で肉を手に入れようとするヒナ太。しかし体力も限界に・・・。
第8話 収穫の日
野菜の収穫。しかし、ほうれん草、葉ネギ、大根は全て貧相であった。皆で反省会を開いていると、皆が夜や雨の日にカイを見たと発言。カイは畑に何をしたのか?
第9話 7人めの仲間
サザンの正体はカイとにらむヒナ太。しかし葉介の話によるとカイは畑の手入れをしていたという。するとなぜ野菜はダメになったのか?そしてサザンの正体は?
第10話 作戦開始!
調理器具、食材、調味料、データ、全てがそろった。手も洗い、作業は順調に進む。そして第1日目の給食が完成した。だが、あと2日続けることができるかどうか?
第11話 オレ達の給食
食材が足りない!理由は公彦の盗み食い。もう給食は作れない。もうだめだ。そう思っていたヒナ太に、担任の先生が声をかける。それは転校初日のことだった。
最終回 さよならサザン
ゴミとして捨てられていたサザンの衣装。さらに校長先生の発言からして、サザンの正体は南校長先生だとにらむすみれ。その時、校長先生が重い口を開いた。

## 用語紹介
- 茶栗小学校

ヒナ太達の通う小学校。最近は児童数が減って、どろんこ7の7人だけとなった。
- どろんこ7

ヒナ太、すみれ、公彦、藍、葉介、みかん、カイの7人。サザンが名前を付けた。

## 書籍
- 『どろんこ7』 株式会社オフィスヘリア、2008年、ISBN 978-4901241090